# Lý Lưu
Lý Lưu (tiếng Trung: 李流; bính âm: Lǐ Liú, 248-303), tên tự Huyền Thông (玄通), là chú của vua Lý Hùng nước Thành Hán và là em thứ tư của Lý Đặc - người đặt nền móng cho chính quyền.

## Cuộc sống ban đầu
Lý Lưu là người Đê (có thuyết nói là người Tung), tổ tịch ở huyện Đãng Cừ thuộc quận Ba Tây (nay là Cừ, Cam Túc), thời Tào Ngụy, tổ tiên của Lý Lưu đã di cư đến Lược Dương (nay là Tần An, Cam Túc). Thời niên thiếu, Lý Lưu được đánh giá là người hiếu học, giỏi cưỡi ngựa và bắn cung, vì thế được Đông Khương Hiệu úy Hà Phàn (何攀) đánh giá cao, được tiến cử làm Đông Khương đốc.
Năm 298, do Tề Vạn Niên (齊萬年) nổi dậy và vùng Quan Trung xảy ra nạn đói, nhân dân sáu quận tại Tần Châu và Ung Châu tiến về phía nam đến hai châu Ích và Lương để mưu sinh. Anh em Lý Đặc và Lý Lưu cũng cùng đi với dân chúng.

## Đánh Triệu Hâm
Sau khi vào Thục, huynh đệ Lý Đặc đều được thứ sử Ích Châu Triệu Hâm (趙廞) trọng dụng. Năm 300, Triệu Hâm thấy triều đình Tây Tấn xảy ra loạn bát vương, có ý muốn cát cứ Ba Thục. Triệu Hâm vì thế đã hậu đãi anh em Lý Đặc, Lý Lưu để dùng làm tay chân. Lý Đặc và Lý Lưu dựa vào thế lực của Triệu Hâm, tập hợp mọi người đi trộm cướp, người Thục chịu đại hoạn. Sau đó, Triệu Hâm lệnh cho Lý Tường (李庠) - anh trai Lý Lưu - chiêu tập lưu dân làm binh lính, Lý Lưu cũng chiêu mộ được vài nghìn bộ chúng ở địa phương.
Năm 301, do thấy Lý Tường là người có tài năng nên Triệu Hâm đã sát hại. Mặc dù được Triệu Hâm phong làm đốc tướng để xoa dịu, song Lý Đặc và Lý Lưu vẫn oán hận và dẫn binh về Miên Trúc an định lưu dân. Không lâu sau đó, Lý Đặc và Lý Lưu lãnh đạo binh sĩ phản lại Triệu Hâm, cuối cùng đánh chiếm Thành Đô, Triệu Hâm chạy trốn song bị giết.
Sau đó, triều đình Tây Tấn do thấy Lý Lưu có công lao bình định Triệu Hâm nên đã bổ nhiệm Lý Lưu là Phấn Uy tướng quân, phong tước Vũ Dương hầu.

## Cùng Lý Đặc phản Tấn
Cùng năm, thái thú Quảng Hán Tân Nhiễm (辛冉) uy hiếp Lý Đặc, thứ sử Ích Châu La Thượng còn phái quân công phạt Lý Đặc, song do Lý Đặc có sự chuẩn bị trước nên đã chiến thắng. Sau khi chiến thắng, lưu dân cùng nhau tôn Lý Đặc làm chúa, Lý Lưu được tôn làm Trấn Đông tướng quân, trú Đông doanh, hiệu xưng Đông đốc hộ. Lý Đặc nhiều lần phái Lý Lưu dẫn quân đi giao chiến với La Thượng.
Năm 303, Lý Đặc chiếm được Thành Đô thiếu thành (tức thành nhỏ). Đương thời, bộ chúng của Lý Đặc nhận được sự hoan nghênh của các ổ tự thủ của dân Thục, Lý Đặc cũng cho bộ chúng đến các ổ để kiếm miếng ăn, tiết kiệm quân lượng. Tuy nhiên, Lý Lưu không an tâm trong lòng, kiến nghị Lý Đặc cho bắt con em của các gia tộc lớn tại Ích Châu làm con tin, đồng thời thu binh tự thủ, song Lý Đặc không nghe theo. Đến tháng 2 năm đó, khi La Thượng tấn công Lý Đặc, các ổ chủ đều hưởng ứng La Thượng, Lý Đặc đại bại, về sau bị giết chết.

## Lãnh đạo bộ chúng
Sau khi Lý Đặc qua đời, lưu dân không có thủ lĩnh, lại không được dân Thục ủng hộ, vì thế rất sợ hãi. Lý Lưu sau đó cùng các cháu nhỏ Lý Đãng và Lý Hùng thu tập cựu chúng, trở về Xích Tổ (赤祖). Lý Lưu tự xưng là Đại tướng quân, Đại đô đốc, Ích Châu mục. Tuy nhiên, vào thời điểm đó thứ sử Kinh Châu Tông Đại (宗岱) đem quân cứu viện La Thượng, Đức Dương bị thái thú Kiến Bình Tôn Phụ (孫阜) công phá. Đến tháng 3, La Thượng phái đốc hộ Thường Thâm (常深) tiến công Lý Lưu, Lý Lưu sau đó suất Lý Đãng và Lý Hùng công phá Bì Kiều, sở trú của Thường Thâm, và truy kích đến Thành Đô, La Thượng đóng cổng thành cố thủ. Khi đang trên cưỡi ngựa tiến hành truy kích, Lý Đãng bị mâu đâm chết.
Lý Lưu thấy Lý Đặc và Lỹ Đãng đều tử trận, Tông Đại và những kẻ khác sắp tấn công đến, vì thế rất lo sợ. Lý Hàm (李含) khi ấy đã khuyên Lý Lưu đầu hàng, tuy nhiên Lý Hùng và Lý Tương can ngăn, song Lý Lưu trong lòng vẫn quyết ý đầu hàng, phái con là Lý Thế và con Lý Hàm là Lý Hồ đến chỗ Tôn Phụ làm con tin. Anh trai Lý Hồ là Lý Ly (李離) sau khi biết tin không kịp can ngăn, vì thế cùng với Lý Hùng mưu tính công phá quân Tôn Phụ. Cuối cùng, Lý Hùng và Lý Ly đã công phá thành công Tôn Phụ, khi đó Tông Đại cũng bị bệnh mà chết, viện binh của Kinh Châu vì thế mà triệt thoái.
Sau đó, Lý Lưu di thủ Bì Thành, song do nhân dân đất Thục đều lập ổ tự thủ, quân Lý Lưu không thể lấy được vật tư gì ở thành trấn. Tuy nhiên, Từ Dư (徐轝) đã thuyết phục thành công Phạm Trường Sinh (范長生) cung cấp quân lương cho Lý Lưu, điều đó đã khiến cho bộ chúng của Lý Lưu hưng thịnh trở lại.
Cùng năm, Lý Lưu bị bệnh nên đã qua đời, hưởng thọ 56 tuổi. Lý Lưu di mệnh cho Lý Hùng kế tục lãnh đạo bộ chúng. Sau này, khi Lý Hùng xưng đế, lập ra nước Thành Hán đã truy thụy cho Lý Lưu là Tần Văn Vương.